# Cosmète

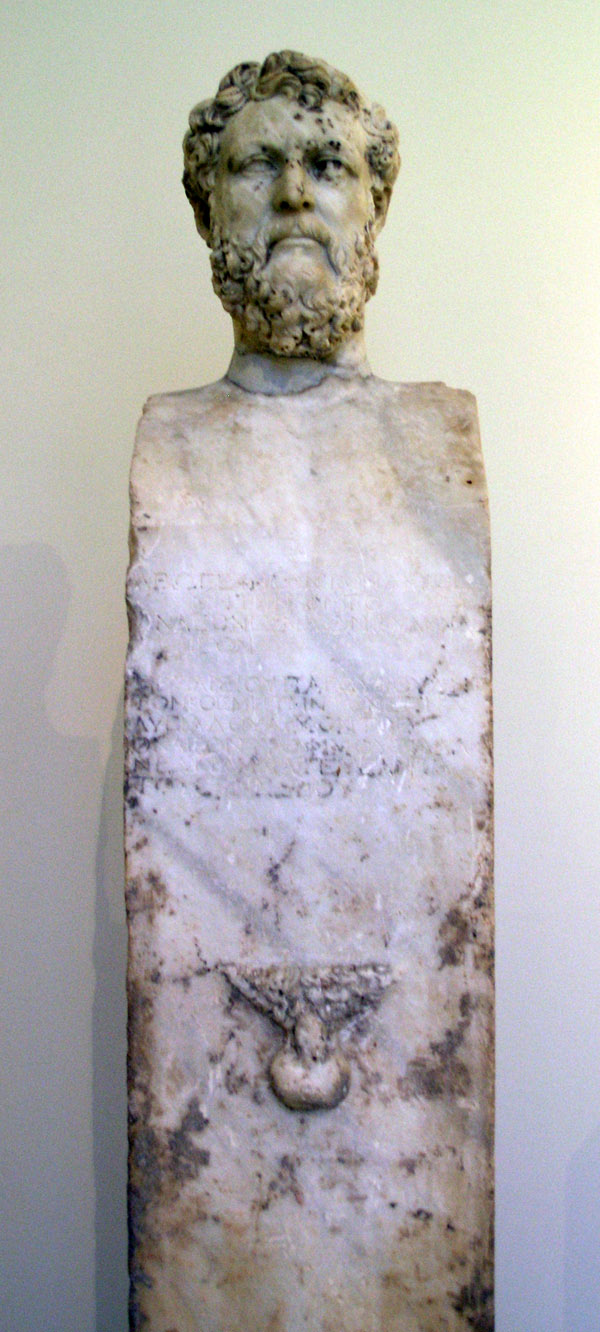
Portrait hermaïque du cosmète Onasos, fils de Trophimos, de Pallènè (vers 129-138 ap. J.-C.), musée national archéologique d'Athènes

Dans l'Athènes antique, le cosmète est chargé d'assurer la discipline parmi les éphèbes. Magistrat désigné à un vote à main levée à l'époque classique parmi les adultes de plus de 40 ans, son attribut est le bâton (lygos). Jusqu'au IIIe siècle av. J.-C., il est assisté par des sophronistes. 
À l'époque hellénistique, sa fonction a tendance à se transformer en liturgie dans la mesure où il prend alors en charge l'essentiel des dépenses qu'elle implique (financement des prix pour les concours, des sacrifices, de l'entretien du matériel et des bâtiments). Même si le cosmète reste officiellement un magistrat élu à main levée comme à l'époque classique, il doit dans les faits contribuer à l'autofinancement au moins partiel de l'institution, comme le signalent plusieurs textes par lesquels la cité, chaque année, l'en remercie. Certains de ces textes soulignent même qu'il a pris en charge l'ensemble des dépenses et, dès la fin du IIe siècle av. J.-C., la cité ne lui demande plus de rendre des comptes, ce qui manifeste bien que c'est sur ses deniers qu'il a assuré le fonctionnement de sa charge. Le simple rapport qui lui est demandé disparaît même à partir du Ier siècle av. J.-C.